# Bloeddonatie bij mannen die seks hebben met mannen
In verschillende landen worden beperkingen opgelegd om bloed te geven bij mannen die seks hebben met mannen.

## Europese Unie
De Europese Commissie heeft in een richtlijn van 2004 de criteria vastgelegd die lidstaten kunnen instellen om bloeddonoren permanent of tijdelijk uit te sluiten, waaronder de uitsluiting van "personen die als gevolg van hun seksueel gedrag een groot risico hebben om ernstige bloedoverdraagbare infectieziekten op te lopen". Het Hof van Justitie oordeelde in 2015 dat een absoluut verbod, zoals in Frankrijk, in sommige omstandigheden gerechtvaardigd kon zijn. Dit arrest werd bekritiseerd als een uitholling van het principe van non-discriminatie.

## België
Volgens de Belgische wetgeving mag een man slechts bloed en plasma doneren op voorwaarde dat hij twaalf maanden lang geen seksueel contact heeft gehad met een andere man. Daarvoor gold zelfs een absoluut verbod. Het Grondwettelijk Hof oordeelde in 2019 dat de eenjarige onthoudingstermijn rechtmatig was voor bloed, maar niet voor plasma.
In maart 2022 adviseerde de Hoge Gezondheidsraad om de wetgeving te doen evolueren. In het advies wordt gesteld dat het risico op hiv-overdracht door transfusie in België nu zo klein is geworden dat het niet langer gerechtvaardigd lijkt een speciale tijdelijke uitsluiting te rechtvaardigen voor mannelijke donoren die seksuele contacten hebben met mannen. Behandelingen met PrEP/PEP (dat risicogedrag impliceert) worden gezien als contra-indicaties voor bloeddonatie.
Vanaf 1 juli 2023 wordt de wachtperiode teruggebracht van 12 maanden naar 4 maanden.

## Nederland
In 1982 werd in Nederland de eerste patiënt met symptomen van - zo bleek later - aids opgenomen. Het bleek dat vooral homo- en biseksuele mannen, druggebruikers en hemofiliepatiënten tot de risicogroep van deze nieuwe ziekte behoorde en dat de ziekte waarschijnlijk werd veroorzaakt door een virus dat via bloed werd overgedragen. Begin 1983 kwamen belanghebbenden, waaronder de bloedbanken, vertegenwoordigers van de homo-beweging en hemofiliepatiënten tweemaal bij elkaar. Er werd afgesproken dat homoseksuele mannen niet zouden worden geweerd bij de bloeddonatie - zoals geopperd door de bloedbanken - maar dat ze via voorlichting wel werden aangemoedigd vrijwillig af te zien van donatie. In 1988 werd er vanuit de bloedbanken alsnog geëist dat mannen die seks hadden gehad met andere mannen sinds 1980 dit bij de bloeddonatie zouden melden, waarna ze alsnog geweerd werden. Het was in Nederland niet meer mogelijk bloed te geven wanneer men één keer seks heeft gehad als man met een andere man. De Commissie Gelijke Behandeling oordeelde in 1999 dat het beleid van bloedbank Sanquin geen discriminatie is omdat Sanquin geen homoseksuelen weert, maar enkel mannen die seks hebben gehad met een andere man (MSM). In 2005 stelden Kamerleden van GroenLinks vragen aan de minister van VWS over de kwestie. Die antwoordde dat omwille van de veiligheid van de Nederlandse bloedvoorziening de maatregel blijft bestaan.
In 2015 besloot minister Schippers, naar aanleiding van een onderzoek door de Universiteit van Maastricht en Sanquin, om donorschap voor mannen die seks hebben gehad met mannen langer dan 12 maanden voor de bloedafname toe te staan. In 2019 werd de periode teruggebracht tot vier maanden. Deze periode is gebaseerd op de lange incubatietijd voor de noodzakelijke detectie (windowfase) van hepatitis B, een infectie die ook vaker dan gemiddeld bij MSM voorkomt. In september 2021 werd het mogelijk voor homoseksuele mannen met een vaste partner om bloed te doneren. Vanaf 1 januari 2023 kwam de eis van vier maanden of de vaste partner te vervallen en mochten MSM na het invullen van een vragenlijst alsnog bloed doneren. Een jaar later werd de vragenlijst verplicht voor iedere donor en werd er dus geen onderscheidt meer gemaakt tussen MSM en niet andere donoren. Uit onderzoek bleek dat het verkorten van de periode van twaalf naar vier maanden geen effect hadden op het aantal besmette donoren.